# Wilhelm Atanazy Kloske
Wilhelm Atanazy Kloske (* 10. Januar 1852 in Klein Nimsdorf, Schlesien; † 12. Mai 1925 in Gnesen) war ein deutsch-polnischer Weihbischof des Bistums Gnesen-Posen.

## Leben
Kloske stammte aus einem polnischsprachigen Elternhaus und studierte nach dem Abitur in Leobschütz ab 1873 an der Universität Breslau Theologie. Er wurde dort Mitglied - auch im Vorstand - der katholischen Studentenverbindung KStV Unitas-Breslau im KV. Da das Priesterseminar Breslau aufgrund des Kulturkampfes von der preußischen Regierung geschlossen wurde, studierte Kloske an der Universität Prag weiter Theologie und empfing 1877 in Prag die Priesterweihe.
Nach verschiedenen Kaplanstellen war Kloske seit 1884 in Berlin Religionslehrer an der Luisenstädtischen Oberrealschule sowie Polenseelsorger. 1888 wurde er als Religions- und Gymnasialoberlehrer an das polnischsprachige Mariengymnasium in Posen berufen.
1903 wurde er Domkapitular, Domprediger des Erzbistums Gnesen-Posen und Regens des Priesterseminars.
1906 starb der Erzbischof Florian Stablewski von Gnesen-Posen. Kloske war Kandidat für dessen Nachfolge, wurde aber von der preußischen Regierung abgelehnt, weil man befürchtete, dass er die nationalpolnischen Bestrebungen unterstützen würde. Am 29. Dezember 1910 ernannte ihn Papst Pius X. gleichwohl zum Weihbischof, die Bischofsweihe erfolgte am 19. Februar 1911 durch Edward Likowski, Weihbischof in Gnesen; Mitkonsekratoren waren Karl Augustin, Weihbischof in Breslau, und Jakob Klunder, Weihbischof in Culm (Chelmno). Neben diesem Amt war Kloske von 1915 bis 1920 auch Generalvikar des Erzbistums Gnesen-Posen.
Kloske blieb auch nach 1920, als Gnesen wieder polnisch geworden war, dort Weihbischof und starb als Pole 1925.